# Pseudo-Julios Polydeukes
Unter dem Verfassernamen Julius Pollux bzw. Ioulios Polydeukes wurden im 16. Jahrhundert mehrere Abschriften einer byzantinischen Chronik aus dem 10. Jahrhundert in Umlauf gebracht. Erstellt wurden sie von Andreas Darmarios, einem Venezianer griechischer Herkunft, der eine professionelle Kopierwerkstatt unterhielt und seine Abschriften in Italien, Spanien und Deutschland vertrieb. Die genannte Chronik kopierte er zwischen 1575 und 1578 zweimal in Madrid, von diesen Abschriften wurden später weitere angefertigt. Anlass für den Verfassernamen war offensichtlich, dass in dem zugrundeliegenden Manuskript auf die anonyme byzantinische Chronik – der er den Namen Historia physike gab – das Onomastikon des Iulius Pollux folgte und Darmarios dessen Verfassernamen auch vor die Chronik setzte.
Ende des 18. Jahrhunderts wurde das Werk in zwei Ausgaben gedruckt, 1779 und 1795 in Bologna anhand des Manuskripts, auf das auch Darmarios’ Abschriften zurückgehen, in der ersten Auflage noch ohne Verfasserangabe; und 1792 in München und Leipzig unter den Verfassernamen Ioulios Polydeukes und Julius Pollux anhand einer Abschrift Darmarios’. Die Namensfälschung, die schon im 17. Jahrhundert von französischen Gelehrten diskutiert wurde, wurde 1892 in einem Aufsatz endgültig festgehalten (siehe Literatur). Der Verfasser der Chronik wird seither Pseudo-Julios Polydeukes genannt.
Die Chronik selbst ist ein Werk aus dem Umfeld der Logothetenchronik. Bis Iulius Caesar folgt sie deren Darstellung in einer frühen Fassung, dann orientiert sie sich an Kirchenschriftstellern wie Eusebios von Caesarea, so dass es sich insgesamt um ein wenig originelles Werk handelt.